# Beinn a’ Chaorainn (Glen Spean)
Der Beinn a’ Chaorainn ist ein 1.052 m (3.451 ft) hoher, als Munro und Marilyn eingestufter Berg in Schottland. Sein gälischer Name kann in etwa mit Berg der Eberesche übersetzt werden.  Der Gipfel liegt in der Council Area Highland gut 25 Kilometer westlich von Dalwhinnie und etwa 15 Kilometer nordöstlich von Spean Bridge oberhalb von Loch Laggan und dem Glen Spean.
Die drei Gipfel des Beinn a’ Chaorainn liegen auf einem in etwa in Nord-Süd-Richtung verlaufenden Grat. Der Südgipfel ist 1049 Meter hoch, der Nordgipfel weist eine Höhe von 1044 Metern auf, der mittlere Gipfel ist der höchste Punkt des Berges. An den Nordgipfel schließen sich zwei Grate an. Der eine Grat verläuft zunächst nach Osten und dann nach Nordosten, bis er im hochgelegenen Bealach a’ Bharnish  auf etwa 820 Metern ausläuft. An diesen Sattel schließt sich nach Osten das breite Massiv des benachbarten,  1128 Meter hohen Creag Meagaidh an. Der zweite, etwas breitere Grat verläuft nach Norden, hier schließt sich am Ende des Grates nach Westen mit dem Tom Mòr ein breiter Sattel als Übergang zum westlich benachbarten, 915 Meter hohen Beinn Teallach an. Vom Südgipfel gehen ebenfalls zwei Grate aus, einer nach Süden, einer nach Südwesten. Beide enden in niedrigen Vorgipfeln, im Süden der 606 Meter hohe Meall Bhàideanach, südwestlich der 675 Meter hohe Meall Clachaig. Der Gipfelgrat besitzt zwei deutlich unterschiedliche Seiten. Während er nach Westen in das Tal des Allt a’ Chaorainn, das den Berg vom Beinn Teallach trennt, mit vergleichsweise sanften, von Gras und Heideflächen geprägten Hängen ausläuft, ist die Ostseite des Grats deutlich steiler und felsdurchsetzt. Vom Hauptgipfel aus läuft ein kurzer steiler Grat in das Tal, südlich und nördlich dieses Grats öffnen sich zwei kleine Kare in das Coire na h-Uamha, das den Berg vom Creag Meagaidh trennt.

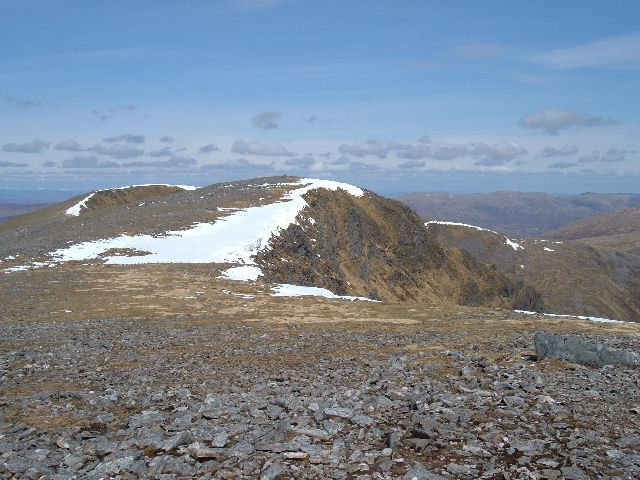
Blick vom Südgipfel nach Norden zum Hauptgipfel des Beinn a’ Chaorainn
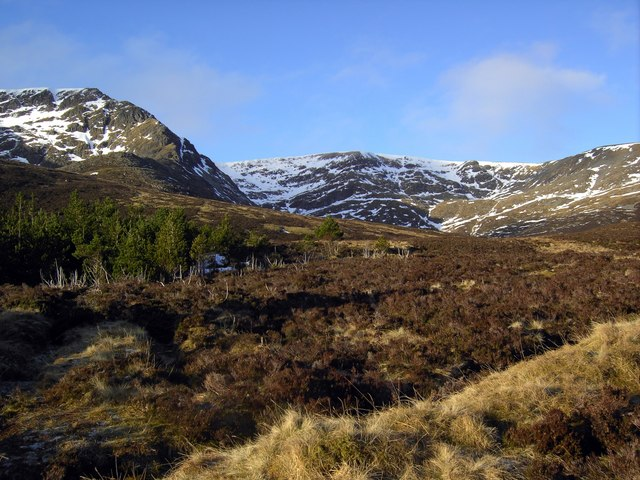
Blick aus dem östlich des Gipfelgrats liegenden Coire na h-Uamha auf den Nordostgrat des Beinn a’ Chaorainn
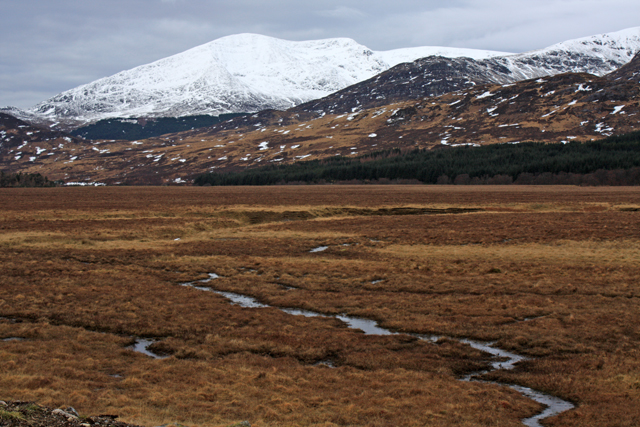
Blick von Südosten über das Mòinteach Mhòr, eine Verlandungszone am Südwestufer von Loch Laggan, auf den Beinn a’ Chaorainn
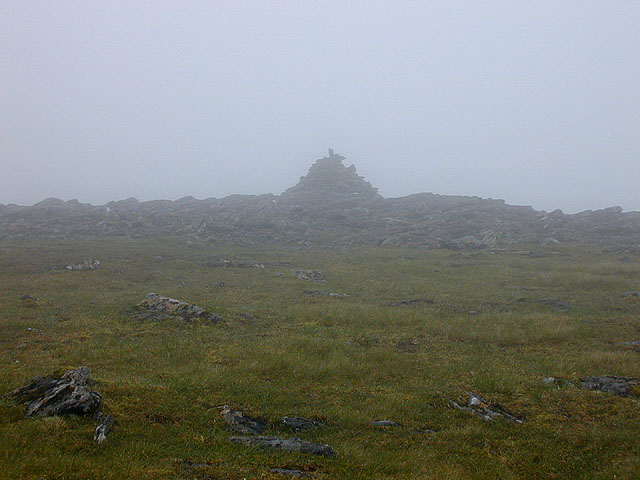
Der Gipfelcairn des Beinn a’ Chaorainn

Viele Munro-Bagger besteigen den Beinn a’ Chaorainn im Rahmen einer Rundtour unter Einbeziehung des Beinn Teallach. Ausgangspunkt ist ein Parkplatz bei der kleinen Ansiedlung Roughburn an der A86 östlich des Laggan Dam. Von dort führt der Zustieg zunächst in das Tal des Allt a’ Chaorainn und dann über den Meall Clachaig und den Südwestgrat zum Südgipfel und weiter entlang des Gipfelgrats. Über den Nordgrat wird der Übergang zum Beinn Teallach erreicht. Die Rundtour kann auch in Gegenrichtung unternommen werden.